# Centro de Lingüística Aplicada de Besanzón
El Centro de Lingüística Aplicada (CLA) de Besanzón es el primer centro de aprendizaje del idioma francés en el mundo. Es un componente de la Universidad del Franco Condado.